# Viasat 3
Viasat 3 ist ein ungarischer TV-Sender, der unter dem Namen „Alfa TV“ auf Sendung ging. Im Jahr 2000 wurde der Sender von der schwedischen MTG gekauft und auf den heutigen Namen umbenannt. 2015 wurde der Sender von Sony gekauft, nachdem er im Jahr 2014 eine Zuschauerquote von 2,65 % hatte. Der Sender sendet mittlerweile in Pay-TV und richtet sich an eine Zielgruppe von 18 bis 49 Jahren. Der Empfangsbereich liegt bei 86,9 %.

## TV-Programm
Viasat 3 zeigte bisher Serien wie Digimon Adventure oder Digimon 02. Mittlerweile laufen Anime, wie z. B. Dragon Ball Z oder Yu-Gi-Oh! auf Viasat 6. Der Kanal zeigt auch die UEFA Champions League. Die erste Reality-Show war im Jahr 2001 A Bár (Der Bär).
Aktuelle Sendungen
- Downton Abbey
- Dr. House
- Flash
- Two and a Half Men
- Amerikai Mesterszakács

## Konkurrenz
Die Konkurrenz von Viasat 3 ist unter anderen RTL Klub und zu Anime-Zeiten auch noch A+ gewesen, A+ zeigte z. B. Pokemon und RTL Klub hatte später Rechte an der Digimon-Serie in Ungarn.